# Carin Jämtin
Carin Jämtin, née le 3 août 1964 à Stockholm, est une femme politique suédoise.

## Biographie
Elle est ministre de la Coopération au développement international dans le gouvernement suédois de 2003 à 2006.